# Centistidea lithocolletidis
Centistidea lithocolletidis är en stekelart som först beskrevs av William Harris Ashmead 1893.  Centistidea lithocolletidis ingår i släktet Centistidea och familjen bracksteklar. Inga underarter finns listade.